# 尚武のこころ
『尚武のこころ』（しょうぶのこころ）は、三島由紀夫の対談集。三島の晩年の思想、評論を知る上で重要な対談集。所々に三島の自決を暗示させる言葉が散見されている。1968年（昭和43年）から1970年（昭和45年）にかけ雑誌、新聞紙上で行なわれた小汀利得、中山正敏、鶴田浩二、高橋和巳、石原慎太郎、林房雄、堤清二、野坂昭如、村上一郎、寺山修司との対談十編を収録。政治問題からヤクザ映画や空手談義まで幅広い内容である。1970年（昭和45年）9月25日に日本教文社で刊行した。1980年代後半まで多く重版したが、現在は版元品切。

## 収録内容
「天に代わりて」 対：小汀利得
1968年（昭和43年）、雑誌『言論人』7月16日号に「放談・天に代わりて…」のタイトルで掲載されたもの。
※ 対談実施日は7月3日。
「サムライ」 対：中山正敏
1969年（昭和44年）、雑誌『勝利』6月号に掲載されたもの。
「刺客と組長――男の盟約」 対：鶴田浩二
1969年（昭和44年）、雑誌『週刊プレイボーイ』7月8日号に「『刺客と組長』――その時は、お互い日本刀で斬り込むという男の盟約」のタイトルで掲載されたもの。
「大いなる過渡期の論理――行動する作家の思弁と責任」 対：高橋和巳
1969年（昭和44年）、雑誌『潮』11月号に掲載されたもの。
「守るべきものの価値――われわれは何を選択するか」 対：石原慎太郎
1969年（昭和44年）、雑誌『月刊ペン』11月号（創刊一周年特大号）に掲載されたもの。町田勝彦同誌編集長が同席。
「現代における右翼と左翼」 対：林房雄
1969年（昭和44年）、雑誌『流動』12月号（創刊号）に「リモコン左翼に誠なし」のタイトルで掲載されたもの。
「二・二六事件と全学連学生との断絶」 対：堤清二
1970年（昭和45年）、雑誌『財界』1月1日・15日合併号に「財界放談室 堤清二対談6」のタイトルで掲載されたもの。
※ 対談実施場所は有楽町・胡蝶。
「剣か花か――70年代乱世・男の生きる道」 対：野坂昭如
1970年（昭和45年）、雑誌『宝石』1月号に掲載されたもの。
※ 対談実施日は前年12月末。実施場所は銀座・マキシム。
「尚武の心と憤怒の抒情――文化・ネーション・革命」 対：村上一郎
1970年（昭和45年）、新聞『日本読書新聞』1月1日号（1969年12月29日・1970年1月5日合併新年特大号）に掲載されたもの。
「エロスは抵抗の拠点になり得るか」 対：寺山修司
1970年（昭和45年）、雑誌『潮』7月号に掲載されたもの。
三島は「あとがき」で、ゲラ刷りを読みながら、「自分のお喋りに全く厭気がさした」とし、様々なことを諸所で喋りまくったものの、その結果、「日本が少しでも自分の望むやうな形に変つたか。否、明らかに、私のお喋りが望んでゐたのとは反対の方向へ変つたのである」と悔恨しつつも、対談した人たちは、それぞれ思想は「千差万別」だが、「右顧左眄して物を言ふやうな人」が誰もなく、それが「私の倖せでもあり、名誉でもあつた」とし、彼らたちを振り返り、以下のように語っている。

## 解説・エピソード
「刺客と組長――男の盟約」（対：鶴田浩二）の初出誌の対談冒頭には、映画『人斬り』の田中新兵衛に扮した三島の写真が「刺客・三島由紀夫氏」として掲載されている。末尾は編集担当者の以下のような文で締めくくられている。
「大いなる過渡期の論理――行動する作家の思弁と責任」（対：高橋和巳）の初出誌の「編集後記」には、「初顔合わせの三島氏と高橋氏の対談では、意外に全共闘運動に対する共通の厳しい批判が出されました」とある。
「守るべきものの価値――われわれは何を選択するか」（対：石原慎太郎）の初出誌の「編集後記」には、2人の対談時のエピソードが以下のように記載されている。
三島は対談集刊行の際にあらためて各対談を読み返し、「非常に本質的な重要な対談」だと思ったのは、石原慎太郎氏との対談であったとし、「旧知の仲といふことにもよるが、相手の懐ろに飛び込みながら、匕首をひらめかせて、とことんまでお互ひの本質を露呈したこのやうな対談は、私の体験上もきはめて稀である」と述べている。
後年、石原慎太郎もこの対談について、「文章としては残っていないが対談の冒頭、何を守るためになら自分は死ねるかという要約を氏の方からしてき、入れ札のように二人がそれを紙に書いて示した。私は自由と書き、氏は三種の神器と記した。それがともに文化ということを表象している限り同じ答えといえようが、それから派生して互いにとってのもっと本質的なものに触れる話をなっていった」と述懐している。
「二・二六事件と全学連学生との断絶」（対：堤清二）の初出誌の冒頭には、堤が「清二独白」として、「（三島）氏を見ていると、才能の高さ大きさの分だけ誤解も多くなると言う諺を思い出す。“楯の会”と名附けられた氏の精神と美学の実験室を人々は今でも右翼的政治運動と勘違いしているが、氏の創造的活動は総て警世の所業である。私は今、武士に対する禅師の役割を経営者に対する三島氏の関係に対置して考えている」という前置きを書いている。

## 刊行本
- 『尚武のこころ 三島由紀夫対談集』（日本教文社、初版1970年9月25日）NCID BN05197076
  - 装画：磐広。紙装。フランス装。
  - 収録作品：上記10篇「あとがき」（三島由紀夫）
  - ※ あとがきは旧仮名遣い。
- 『三島由紀夫対談集　尚武のこころ［復刻版］』（イースト・プレス、2025年1月）ISBN 978-4781624211